# Sie Čen
Sie Čen (čínsky pchin-jinem Xiè Zhēn, znaky zjednodušené 谢榛, tradiční 謝榛, 1495–1575) byl čínský spisovatel a literární teoretik působící v říši Ming počítaný mezi literární skupinu sedmi pozdějších mingských mistrů a jedna z předních osobností kultury mingské Číny.

## Jména
Sie Čen používal zdvořilostní jméno Mao-čchin (čínsky pchin-jinem Màoqín, znaky 于鳞) a literární pseudonymy S’-ming šan-žen (čínsky pchin-jinem Sìmíng shānrén, znaky 四溟山人) a Tchuo-si šan-žen (čínsky pchin-jinem Tuōxǐ shānrén, znaky zjednodušené 脱屣山人, tradiční 脫屣山人).

## Život a dílo
Sie Čen pocházel z okresu Lin-čching (dnes městský obvod v šantungském Ťi-nanu), narodil se roku 1495. Od mládí skládal básně a věnoval se literatuře, avšak nestal se úředníkem. Přesto postupem doby získal známost jako básník a literární kritik. Živil se jako učitel a vychovatel v domácnostech aristokratů severní Číny, v provinciích Šan-tung, Che-nan, Che-pej a Šan-si.
Byl nejstarším ze skupiny tzv. pozdějších sedmi mistrů, mingských básníků a spisovatelů, kteří se snažili obrodit poezii návratem ke klasickým vzorům minulosti, chanským a starším prozaikům a tchangským básníkům. S Chu Jing-linem a dalšími se však postavil proti prostému kopírování vzorů minulosti, učil že pokud je autor schopen básně svých vzorů procítit a do hloubky pochopit, obejde se bez těsného kopírování. Cílem básníka mělo být psaní tak, aby čtenář pochopil záměr básníka a báseň v něm podnítila vcítění a inspiraci.
Své názory shrnul ve sbírce S’-ming š’-chua (四溟詩話).